# Gewöhnliche Lanzenotter
Die Gewöhnliche Lanzenotter (Bothrops atrox), auch kurz Lanzenotter oder Caicaca, ist eine Vipernart aus der Unterfamilie der Grubenottern und zählt zur Gattung der Amerikanischen Lanzenottern (Bothrops).

## Merkmale
Bothrops atrox erreicht eine Gesamtlänge zwischen 120 und 180 cm, selten mehr als 200 cm. Der Kopf ist kantig, länglich, bei Aufsicht dreieckig geformt und deutlich vom Hals abgesetzt. Das Auge besitzt eine bei Lichteinfall vertikal geschlitzte Pupille. Der Körper weist eine braune, gelbbraune oder olivfarbene Grundfärbung auf, die zu den Seiten hin heller wird. In Abständen von 2 bis 6 cm wird der Körper von silbrigen Querstreifen umgeben. Die Körperseiten sind von 20 bis 30 schwarzen Dreiecksflecken (Rand und Zentrum aufgehellt) gezeichnet. Zwischen Auge und Hinterkopf befindet sich ein heller Streifen. Die Kopfoberseite ist braun gefärbt. Die Bauchseite weist eine weißliche bis gelbliche Färbung auf und ist dunkel gefleckt. Der Giftapparat besteht, wie für Vipern typisch, aus seitlich des Schädels befindlichen Giftdrüsen (spezialisierte Speicheldrüsen) und im vorderen Oberkiefer befindlichen, beweglichen Fangzähnen (solenoglyphe Zahnstellung).

### Ähnliche Arten
Die beiden Arten Bothrops atrox und Bothrops asper können in ihrem Aussehen variieren und miteinander verwechselt werden. Weiterhin lässt sich Bothrops marajoensis morphologisch nicht von Bothrops atrox abgrenzen.

### Pholidose
Die Pholidose (Beschuppung) zeigt folgende Merkmale:
- 6 bis 9 Oberlippenschilde (Supralabialia),
- 7 bis 13 Unterlippenschilde (Sublabialia),
- 23 bis 29 Reihen stark gekielter Rumpfschuppen (Scuta dorsalia),
- 169 bis 212 Bauchschilde (Scuta ventralia) und
- 47 bis 86 geteilte Unterschwanzschilde (Scuta subcaudalia).

## Systematik
Die Erstbeschreibung erfolgte durch den schwedischen Zoologen Carl von Linné im Jahr 1758 unter der Bezeichnung Coluber atrox.
Die Systematik der Gattung Bothrops ist Gegenstand der Forschung. Unter anderem auf Basis molekularbiologischer Untersuchungen wurde von Fenwick et al. (2009) und Wallach et al. (2014) eine Aufspaltung der Gattung vorgeschlagen. Der taxonomische Status von Bothrops atrox ist ebenfalls unklar. Möglicherweise sind weitere Arten der Gattung Bothrops atrox zuzuordnen. Dies ist insbesondere im Falle der folgenden Arten abzuklären (Stand 2018): Bothrops colombiensis, Bothrops leucurus, Bothrops marajoensis, Bothrops moojeni und Bothrops pradoi. Bothrops isabelae wird inzwischen weitestgehend als Synonym von Bothrops atrox betrachtet, teilweise dennoch weiterhin als eigene Art geführt. Unterarten werden für Bothrops atrox nicht gelistet.

## Verbreitung
Das Verbreitungsgebiet in Südamerika umfasst Regionen in Guyana, Surinam, Französisch-Guyana, Venezuela, Brasilien, Kolumbien, Ecuador, Peru, Bolivien und die Insel Trinidad. Die besiedelten Biotope werden von tropischem Regenwald, mäßig montan gelegenen Feuchtwäldern oder Galeriewäldern in Savannengebieten dargestellt. Bothrops atrox wird regelmäßig auf landwirtschaftlichen Flächen (z. B. Plantagen mit Bananen, Zuckerrohr, Kaffee oder Kakao) und in der Nähe zu menschlichen Siedlungen angetroffen, zumeist gewässernah.

## Lebensweise
Bothrops atrox führt eine bodenbewohnende und weitgehend nachtaktive Lebensweise. Tagsüber versteckt sie sich zwischen Wurzeln, unter Falllaub oder ähnlichem, wobei der Körper tellerartig zusammengerollt ist. Die Verstecke werden besonders nach schweren Regenfällen verlassen. Die Schlange wird gelegentlich kletternd angetroffen, insbesondere wenn der Lebensraum überflutet wird. Zum Beutespektrum zählen kleine Säugetiere, Echsen, Froschlurche, kleine Vögel und andere Schlangen.

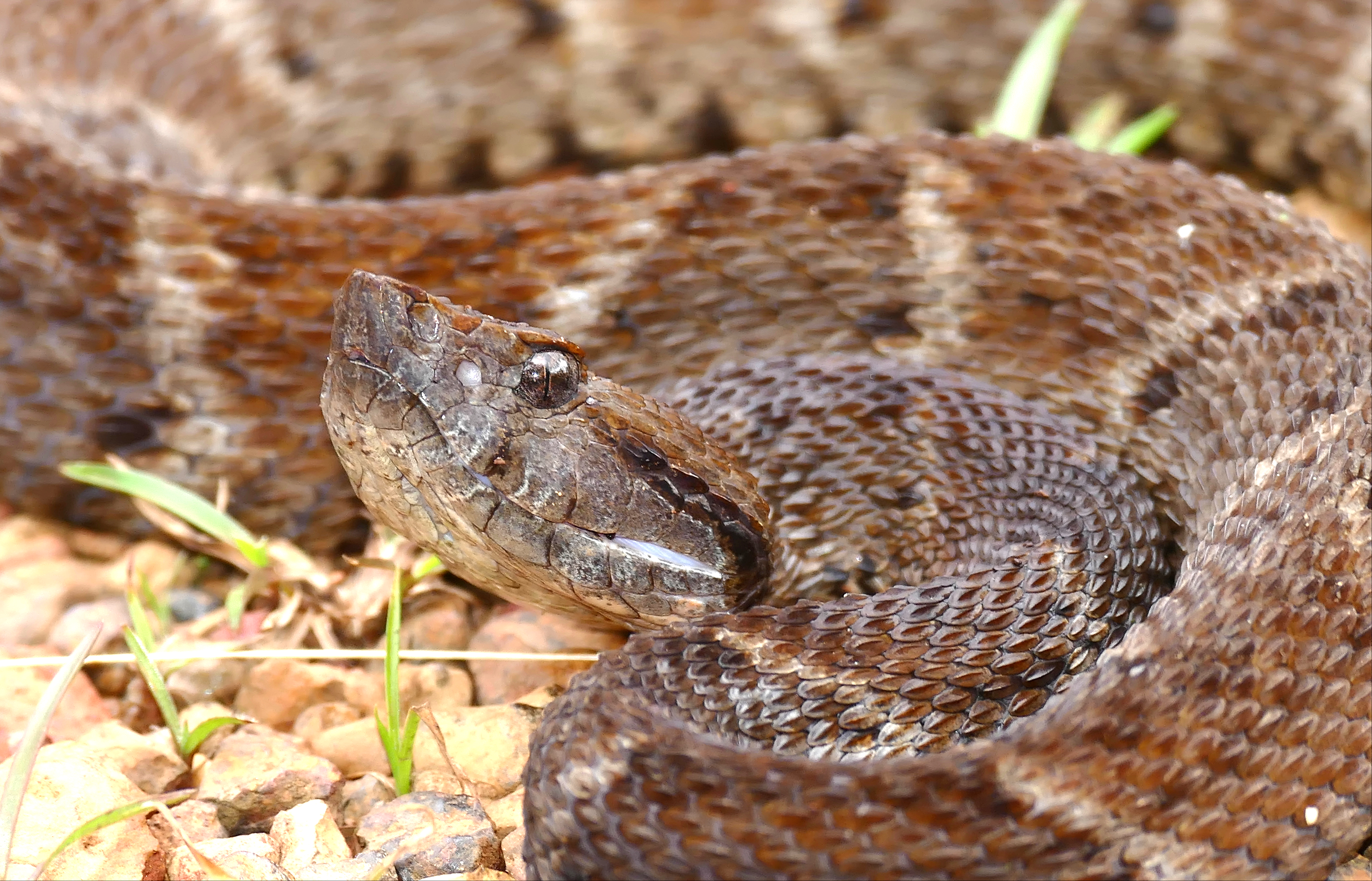
Bothrops atrox, Detail (Kopf)

Bei Störung setzt sie sich durch Giftbisse zur Wehr. Der Vorderkörper wird dabei lanzenartig nach vorn geworfen, so dass die Reichweite der Schlange im Falle eines Bisses groß ist. Die Fortpflanzung erfolgt durch Ovoviviparie, also ei-lebendgebärend. Ein Wurf kann zwischen 10 und über 20 Jungschlangen umfassen. Diese messen bei der Geburt circa 25 cm und ernähren sich von kleinen Wirbeltieren.
Die Lebenserwartung liegt in Gefangenschaft bei 8,5 Jahren. Trutnau berichtet von Individuen, die in Gefangenschaft ein Alter von über 20 Jahren erreichten.

## Schlangengift

### Epidemiologie
Bothrops atrox ist zusammen mit einigen eng verwandten Arten (Bothrops asper, Bothrops jararaca) für die meisten lebensbedrohlichen und tödlich verlaufenden Vergiftungen durch Schlangenbisse in Lateinamerika verantwortlich. Begründet wird dies durch ein großes Verbreitungsgebiet, die Nähe zum Menschen, ein potentes Gift und der relativ hohen Giftmenge. Bei Annäherung vertraut sie auf ihre Tarnung und wird daher unter Umständen übersehen. In Bedrängnis zögert sie dann nicht, sich durch Giftbisse zur Wehr zu setzen. Die Letalität ist im Falle einer adäquaten medizinischen Versorgung gering.

### Inhaltsstoffe
Die Ausbeute eines Giftbisses beträgt 70 bis 160 mg, teils bis zu 300 mg Giftsekret (Trockengewicht). Das Gift von Bothrops atrox ist, wie das der meisten Grubenottern, sehr komplex zusammengesetzt und enthält als pharmakologisch aktive Komponenten Prothrombinaktivatoren, Cytotoxine, Hämorrhagine (blutgefäßschädigende Zink-Metalloproteasen) und systemisch wirksame Myotoxine.
Nennenswerte Einzelsubstanzen sind:
- Batroxobin: Snake Venom Thrombin-like Enzyme, beeinflusst die Hämostase durch Spaltung von Fibrinogen zu Fibrin.[5]
- Atroxlysin-1: Zink-Metalloprotease, interagiert mit zahlreichen Substraten, unter anderem Fibrin, Fibrinogen, Kollagene und Integrine; bewirkt eine Hemmung der Thrombozytenaggregation sowie Gewebeschäden, einschließlich der Blutgefäße (hämorrhagische Aktivität, Blutungen).[6]

### Toxikologie
Ein Giftbiss muss als potentiell lebensbedrohlich betrachtet werden. Mögliche unspezifische Allgemeinsymptome sind Kopfschmerzen, Abdominalschmerz, Krämpfe und Schwindel. Als Schlüsselsymptome einer Intoxikation nach Giftbiss durch Bothrops atrox sind lokale Schwellung, Blasenbildung, Nekrose (ggf. Amputationen notwendig) und Blutungen zu nennen. Durch Aufbrauch der Gerinnungsfaktoren kann es zu einer disseminierten intravasalen Koagulopathie kommen. Sekundär können Schädigungen der Nieren auftreten. Durch Toxine und Blutverlust kann es zu einem Schock und Kreislaufversagen kommen. Es stehen diverse Antivenine, etwa 'Polyvalent Antivenom' (Instituto Clodomiro Picado, Costa Rica) oder 'Soro antibotropico-laquetico' (Instituto Butantan, Brasilien), für eine Therapie zur Verfügung.

## Gefährdung
Die Art hat ein relativ großes Verbreitungsgebiet und ist dort häufig. Die Gewöhnliche Lanzenotter wird von der IUCN nicht gelistet.